# ディズニーランド・パーク (パリ)
ディズニーランド・パーク（フランス語: Parc Disneyland、英語: Disneyland Park、略称：DLPP）は、フランスのマルヌ＝ラ＝ヴァレにある「ディズニーランド・パリ」を構成するディズニーパークの一つである。

## 概説

### 基本情報
1992年4月12日に開園したこのパークは、世界で4番目に開園したディズニーパークである。フランスのイル＝ド＝フランス地域圏、パリ郊外に位置するセーヌ＝エ＝マルヌ県の「マルヌ＝ラ＝ヴァレ」という地区にある。
パークのシンボルは、アメリカ・カリフォルニアのディズニーランドと同じ「眠れる森の美女の城」であるが、パリのお城は見た目がかなり異なり、単純な「お城」というよりも「塔」のイメージが強いデザインであり、色はピンクを基調としており、他のディズニーのお城とは違った特徴がある。これはフランスが位置するヨーロッパ大陸には「本物の西洋城」が沢山あり、これらに見慣れている欧州諸国のゲストに対し、よりディズニーらしい演出をするための工夫である。

### 名称の変更
開園当初は「ユーロ・ディズニーランド（Euro Disneyland）」という名前であったが、その後、数回の改名を経て2002年に現在の「ディズニーランド・パーク（Disneyland Park）」と名称が変更された。改名の理由は、ヨーロッパ人にとって「ユーロ」という言葉が欧州大陸を指す「地理的なイメージ」よりも、EUやユーロといった「政治と通貨のイメージ」を連想されやすかったためとされる。
ただし、現在の名前は米国カリフォルニア州の「ディズニーランド・パーク」と混同されやすいため、リゾート全体の名称である「ディズニーランド・パリ（Disneyland Paris）」という呼び方が一般的である。

## 沿革
- 1988年8月 - 建設開始。
- 1992年4月12日 -「ユーロ・ディズニーランド」の名称で開園。
- 1994年
  - 3月20日 -「ケイシージュニア・サーカストレイン」開業。
  - 4月3日 -「おとぎの国のカナルボート」開業。
  - 6月1日 -「ユーロディズニーランド・パリ」に改称。
  - 10月1日 -「ディズニーランド・パリ」と改称。
- 1995年6月1日 -「スペース・マウンテン：ミッションII」開業。
- 2002年3月16日 -「ディズニーランド・パーク」と改称。
- 2006年4月8日 -「バズライトイヤーのレーザーブラスト」開業。
- 2015年11月14日〜11月17日 -パリ同時多発テロ事件の影響で開業以来初となる休業[3]。
- 2017年3月16日 -「スター・ツアーズ:ザ・アドベンチャーズ・コンティニュー」開業。
- 2020年
  - 2月15日 - 2023年に『アナと雪の女王』がテーマの新エリアを開業すると発表[4]。
  - 3月15日 - 新型コロナウイルスの流行拡大により長期休業[5]。
  - 7月15日 - 4か月ぶりに営業再開[6]。
  - 10月30日 - 新型コロナウイルスの流行拡大により再び長期休業[7]。
  - 11月25日 - 当初予定していたクリスマス期間中の同年12月19日～2021年1月3日だけの営業再開を断念[8]。
- 2021年
  - 1月18日 - 同年2月13日の営業再開を断念[9]。
  - 5月17日 - 休園していたパークを同年6月17日より再開すると発表[10]。

## パーク
それぞれテーマに分かれた5つのエリアがあり、それらを「テーマランド」と呼ぶ。各テーマランドに配置されるアトラクションや物販店・飲食店及び装飾品はそのテーマに合わせてイメージの統一が図されている。

### テーマランド一覧

#### メインストリートUSA
ウォルト・ディズニーの生まれ故郷、ミズーリ州・マーセリンの町並みをモデルとしたテーマランド。建物の大半がショップとレストランなどであり、小さな映画館や道路を走る乗り物以外のアトラクションはほとんど存在しない。東京ディズニーランドでは、ガラスの屋根がついてワールドバザールとなっているが、パリを含むその他のパークでは、屋根は無く開放的である。

#### ファンタジーランド
西洋のおとぎ話をテーマにしたテーマランド。園内のシンボル「眠れる森の美女の城」はここに存在する。『ピノキオ』、『白雪姫』、『ふしぎの国のアリス』等、往年のディズニー作品をモチーフにしたアトラクションが多い。多くのアトラクションが東京ディズニーランドのファンタジーランドと共通するが、ショップやレストランのある町並みがヨーロッパ各地の伝統的な町並みを忠実に再現したものとなっており、メルヘンチックさよりもリアルさを感じさせるところがある。
東京にはないアトラクションとしては、「アリスの不思議なラビリンス」「ケイシージュニア・サーカストレイン」「おとぎの国のカナルボート」などがある。

#### アドベンチャーランド
冒険をテーマにしたテーマランド。他のパークとは異なり、「カリブの海賊」を中心としたカリビアンエリア、「ロビンソン・ツリーハウス」を中心としたポリネシアンエリア、「アラジンの魔法の小路」を中心としたアラビアンエリアによって構成されている。アラビアンエリアの町並みやレストラン、ショップは、東京ディズニーシーのアラビアンコーストに似ている。
世界のディズニーパークにある5つのアドベンチャーランドの中で、唯一「ジャングルクルーズ」が存在しないアドベンチャーランドである。

#### フロンティアランド
アメリカの西部開拓時代の町並みを再現したテーマランド。東京ディズニーランドにおける「ウエスタンランド」に相当する。「アメリカ河」という環状の「河」が敷地の多くを占め、アメリカ河の中央に位置する島には鉱山列車型のローラーコースター「ビッグサンダー・マウンテン」がある。サンダー・メサという鉱山で栄える架空の町を中心に全体が1つのテーマで構成されているのが特徴で、アメリカ河を航行する2つの蒸気船に乗るための「サンダー・メサの蒸気船乗り場」や、お化け屋敷のライドアトラクション「ファントム・マナー」などがあり、これらの背景ストーリーも繋がっている。

#### ディスカバリーランド
当パークのみに存在するテーマランドで、他のディズニーパークにおけるトゥモローランドに相当する。トゥモローランドが「人々の夢見る未来の世界や、最先端の科学技術をテーマにした世界」をテーマにしているのに対し、「過去の人が見た未来の世界」をテーマとしている。具体的にはジュール・ヴェルヌや、H.G・ウェルズの空想世界をテーマにしたものであり、「海底二万里」、「地底旅行」、「タイム・マシン」、「透明人間」、「宇宙戦争」など、両著者のクラシックSF小説がモチーフになっている。建物のデザイン等もトゥモローランドの白やブルーを基調としたもから、青緑色や金色と言ったクラシック要素と未来要素が融合したものに変更されている。
アトラクションはトゥモローランドと共通のものが多いが、「スペース・マウンテン:ミッションⅡ」や、「ノーチラス号のミステリー」など、ここでしか見られないアトラクションもある。

## エンターテイメント
デイパレードおよびナイトタイムキャッスルショーが行われている。東京ディズニーランドと同様、ハロウィーンやクリスマスなどの季節限定のパレードやショーも行われる。
- ディズニー・イルミネーションズ
- ディズニー・スターズ・オン・パレード

## 交通機関
ディズニーランドを含むディズニーランド・パリの最寄り駅は、高速郊外鉄道RER、及びTGVのLGV東連絡線上にあるマルヌ＝ラ＝ヴァレ＝シェシー駅である。パリ市内からはRER A線が乗り入れ、TGV駅にはTGVの他に、タリスやユーロスターも1日に数往復停車する。